# Taite
Taite, of Taidu in Assyrische bronnen, was een van de hoofdsteden van het rijk van Mitanni. De exacte locatie is nog steeds onbekend, maar er wordt gespeculeerd dat het zich in de Khabur-regio bevindt. De site van Tell Hamidiya is recent geïdentificeerd als het oude Taite door de Italiaanse wetenschapper Mirjo Salvini.